# Schlacht bei Beneventum (275 v. Chr.)
Heraclea – Ausculum – Beneventum
Die Schlacht von Beneventum war die letzte Schlacht, die im Pyrrhischen Krieg zwischen dem Heer des Pyrrhus von Epirus und dem der Römer unter ihrem Konsul Manius Curius Dentatus ausgetragen wurde. Sie fand im Jahre 275 v. Chr. beim heutigen Benevento statt und war mit dem Sieg der Römer eine entscheidende Etappe bei deren Expansion im Süden Italiens.
Die Ressourcen des Pyrrhus waren durch seine Feldzüge auf Sizilien gegen Karthago und durch vorhergehende Pyrrhus-Siege gegen Rom stark geschwächt. Mittlerweile hatten sich die Römer auch auf den Kampf mit Pyrrhus’ Kriegselefanten gut eingestellt, die in den ersten Schlachten noch eine verheerende Wirkung erzielten, nun aber mit dem Einsatz von Feuer in Panik versetzt werden konnten, sodass sie in den Reihen der Epiroten selbst Schaden anrichteten. Pyrrhus musste sich geschlagen geben, zumal auch die Samniten mittlerweile wieder unter römische Herrschaft geraten waren. Pyrrhus kehrte nach Epirus zurück, um stattdessen in Griechenland und Makedonien weitere Eroberungen zu machen; in Tarent ließ er lediglich eine kleine Garnison zurück, die bald darauf vor den Römern kapitulierte. 
Der Ort der Schlacht hieß Maleventum, unmittelbar nach der Schlacht benannten die Römer den Ort dann in Beneventum um.